# Maroko na Letnich Igrzyskach Olimpijskich 1972
Maroko na Letnich Igrzyskach Olimpijskich 1972 reprezentowało 35 zawodników: 33 mężczyzn, 2 kobiety. Reprezentacja Maroka nie zdobyła żadnego medalu. Był to czwarty start reprezentacji Maroka na letnich igrzyskach olimpijskich.